# Kusadak
Kusadak (em cirílico: Кусадак) é uma vila da Sérvia localizada no município de Smederevska Palanka, pertencente ao distrito de Podunavlje, na região de Šumadija, Jasenica. A sua população era de 4865 habitantes segundo o censo de 2011.

## Demografia
| 1948 | 1953 | 1961 | 1971 | 1981 | 1991 | 2002 | 2011 |
| ---- | ---- | ---- | ---- | ---- | ---- | ---- | ---- |
| 7226 | 7429 | 7506 | 6940 | 6551 | 6089 | 5691 | 4865 |